# James Franck
James Franck (Hamburg, Alemanya, 1882 - Göttingen, 1964) fou un físic i químic alemany, nacionalitzat posteriorment estatunidenc, guardonat amb el Premi Nobel de Física l'any 1925.

## Biografia i primers treballs
Nascut el 26 d'agost de 1882 a la ciutat alemanya d'Hamburg, va estudiar física i química a Alemanya, iniciant els seus treballs de recerca sobre física quàntica.
L'any 1925, rebé el Premi Nobel de Física, juntament amb Gustav Ludwig Hertz, pel descobriment de les lleis que governen l'impacte d'un electró sobre un àtom, el que s'anomenà experiment de Franck-Hertz i que confirmava el model atòmic de Bohr sobre l'àtom.

## Exili als Estats Units

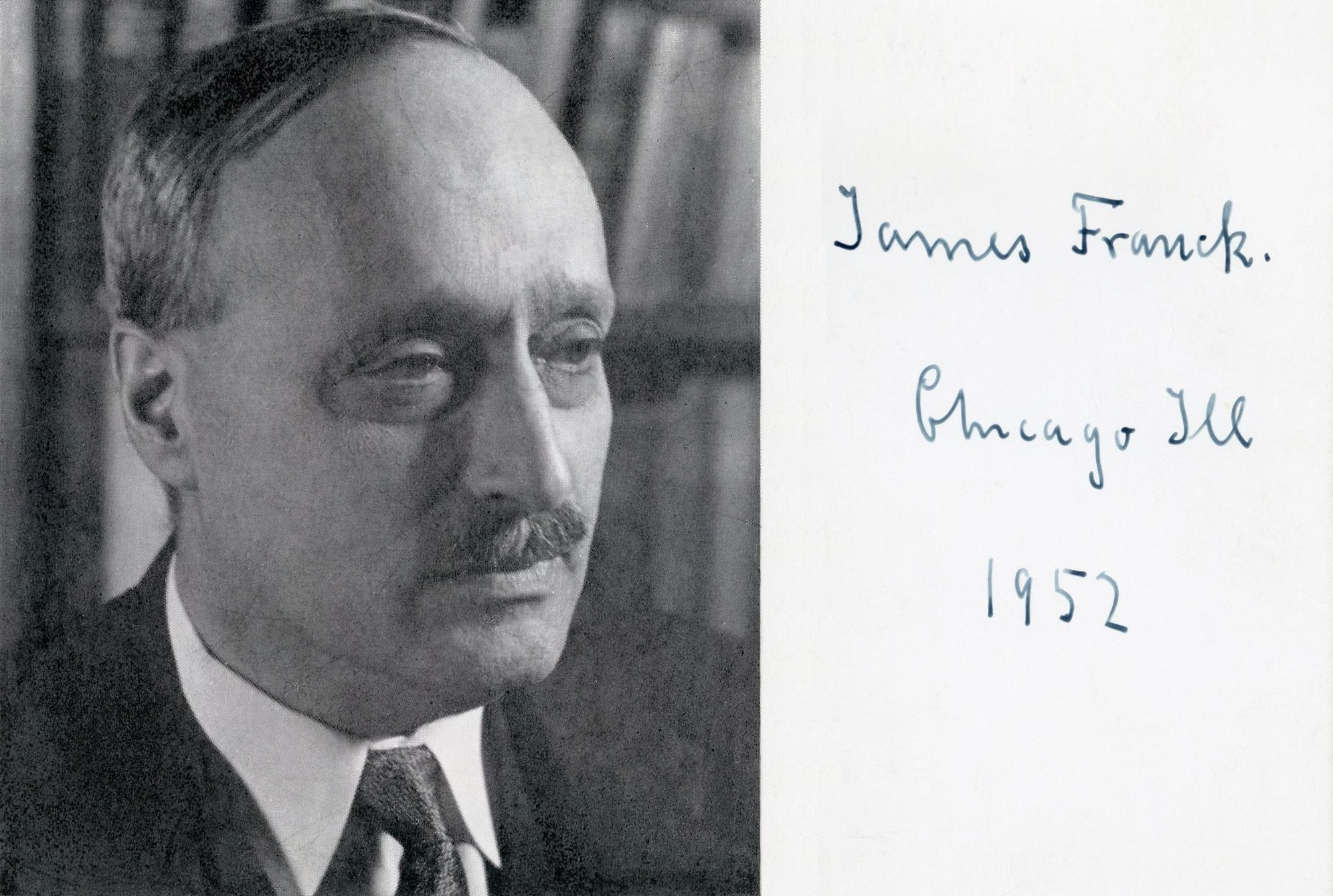
James Franck, Chicago, 1952

L'any 1933, després de la presa del poder pels nazis, va deixar la seva plaça a Alemanya i va prosseguir les seves investigacions als Estats Units, primer a la ciutat de Baltimore i després a Chicago, després d'un any a Dinamarca.
Durant la invasió de Dinamarca per Alemanya durant la Segona Guerra Mundial, el químic hongarès George d'Hevesy va dissoldre amb aigua règia la medalla d'or dels Premis Nobel Max von Laue i James Franck per evitar que els nazis els robessin. Va guardar la solució obtinguda en un prestatge del seu laboratori de l'institut Niels Bohr i el va recuperar després de la guerra, retornant les medalles a l'Institut Nobel, el qual les transmeté als seus guanyadors.
Es va nacionalitzar nord-americà i va participar en el projecte Manhattan després de la Segona Guerra Mundial, sense abandonar mai els seus treballs sobre fotosíntesi. Fou nomenat director del Comitè sobre problemes polítics i socials que planteja la bomba atòmica. Aquest comitè incloïa també altres científics del Laboratori Metal·lúrgic del projecte Manhattan de la Universitat de Chicago, entre els quals hi havia Donald J. Hughes, J. J. Nickson, Eugene Rabinowitch, Glenn T. Seaborg, J. C. Stearns i Leo Szilard. El comitè va emetre l'anomenat Informe Franck l'11 de juny de 1945, en què plantejava els problemes per a l'ús militar de la bomba atòmica.
Retornà al seu país, on morí a la ciutat de Göttingen el 21 de maig de 1964.